# جابرييل أركاند
جابرييل أركاند هو ممثل كندي، ولد في 4 يونيو 1949 في كندا.

## وصلات خارجية
- جابرييل أركاند على موقع IMDb (الإنجليزية)
- جابرييل أركاند على موقع ألو سيني (الفرنسية)
- جابرييل أركاند على موقع أول موفي (الإنجليزية)
- جابرييل أركاند على موقع قاعدة بيانات الأفلام السويدية (السويدية)
- جابرييل أركاند على موقع قاعدة بيانات الفيلم (الإنجليزية)
- جابرييل أركاند على موقع كينوبويسك (الروسية)